# Arhangel

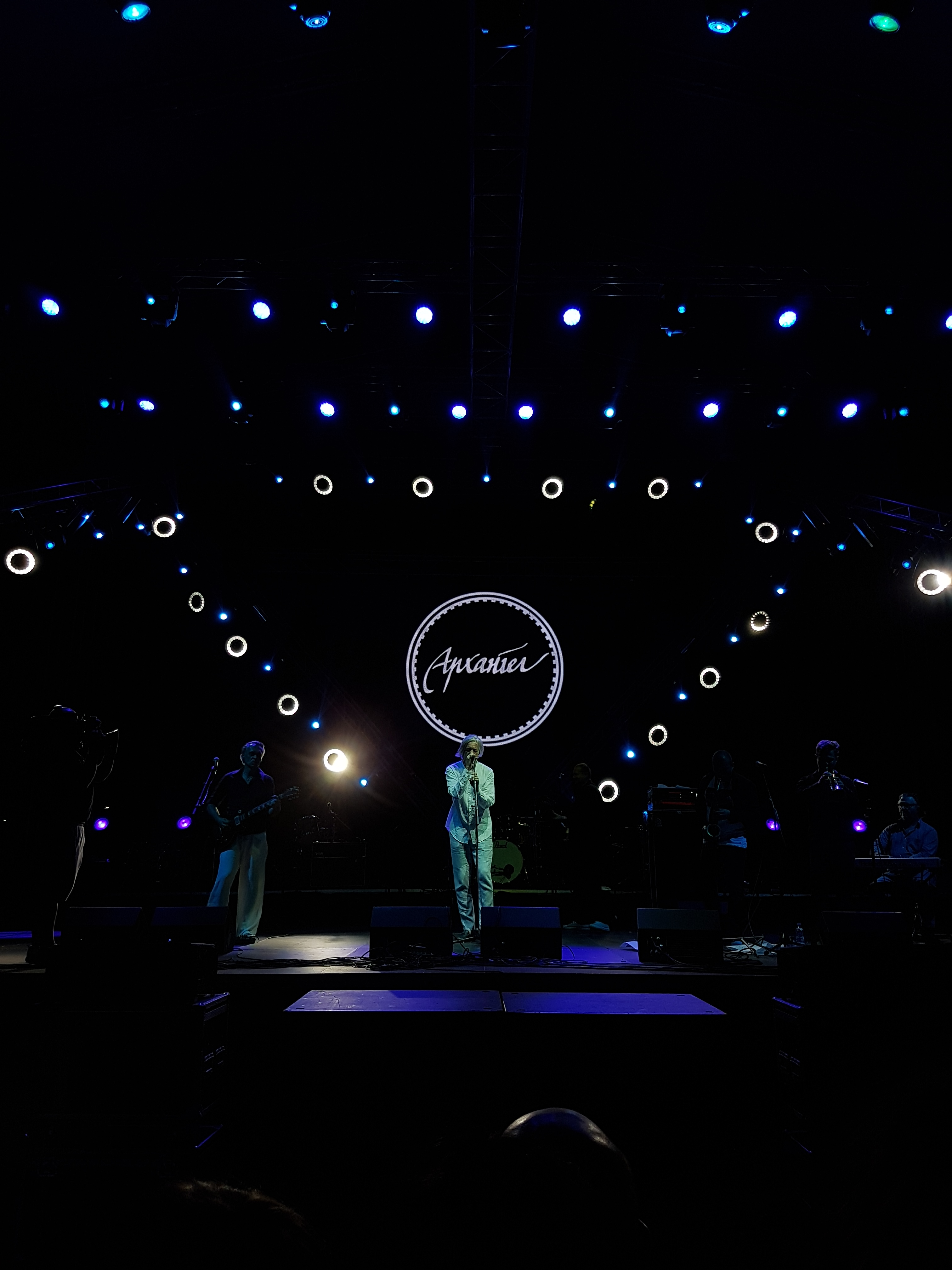
Arhangel, concert au D Fest en 2018 à Dojran (Macédoine)

Arhangel (en macédonien : Архангел, soit archange) est un groupe de rock alternatif de Macédoine. Il fut formé en 1989 à Skopje. Son chanteur, Risto Vrtev a également été membre de Mizar, autre grand groupe macédonien. La formation originale comprend Panta Dzambazoski, Risto Vrtev, Dragan Ginovski et Petar Jankov. Arhangel a sorti cinq albums (quatre studios et un enregistrement en public) qui ont atteint à la fois un succès critique et commercial. La musique du groupe est à la fois musclée et mélodique, faisant écho au post-punk, au groupe anglais The Smiths et au groupe serbe Ekatarina Velika. Les paroles s'inspirent quant à elles des changements politiques et culturels que le pays a connu pendant les années 1990.

## Discographie
- Arhangel (1991)
- Arhangel 2 (1993)
- Heart Core (1998)
- Heavenly Machine (2003)
- Live in Skopje (2004)